# Luis Sanhueza Bravo
Luis Humberto Sanhueza Bravo (Penco, Concepción, Chile; 20 de abril de 1952) es un matrón y político chileno, militante del Renovación Nacional (RN). Ejerció como alcalde de la comuna de San Miguel entre 2016 y 2021, anteriormente fue concejal de la misma comuna.

## Biografía
Nació en Penco, el 20 de abril de 1952. Es el segundo hijo del matrimonio formado por Remigio Sanhueza y Nora Bravo. Vivió su infancia y su juventud en la entonces Provincia de Concepción (actual Región del Bío-Bío).
Está casado con María Eugenia Sánchez, con quien tiene tres hijos: Alejandro, Carolina y Javiera. Se encuentra radicado en la comuna de San Miguel desde 1978.
Realizó sus estudios básicos en la Escuela 31 de Penco, mientras que sus estudios secundarios los realizó en el Instituto Superior de Comercio (INSUCO) de Concepción, donde en 1970 obtuvo el título de Contador General.
Posteriormente ingresó a la Universidad de Concepción (UDEC), donde en 1978 se egresó de la carrera de Obstetricia y Puericultura, destacándose como el mejor alumno de su promoción. Ha realizado diversos cursos que le han permitido profundizar sus conocimientos y además tiene un Diplomado en Salud Pública.
Ejerció su profesión desde 1978 en la Maternidad del Hospital Barros Luco, también ejerció en el CESFAM Barros Luco, donde fue su director durante siete años.

## Vida política
Se incorporó como militante de Renovación Nacional (RN) en marzo de 2008, en las Elecciones municipales de 2008 ese mismo año fue elegido concejal por San Miguel.
Ejerció la Vicepresidencia de la Comisión de Medio Ambiente de la Asociación Chilena de Municipalidad entre los años 2010-2011.
Fue Elecciones municipales de 2012 reelecto en 2012 con la segunda mayoría comunal.
El 19 de junio de 2016, ganó la nominación en la Primaria de la coalición Chile Vamos donde venció al exalcalde Eduardo Ramírez (UDI), con el 70,69% de los votos convirtiéndose en el candidato único de la coalición de derecha a la Alcaldía de San Miguel.
En las elecciones municipales de 2016 debió enfrentar a Julio Palestro Velásquez (PS) hasta ese entonces alcalde de San Miguel desde 2004 y miembro de una familia política tradicional de la comuna, mientras que sus otros contrincantes fueron: Andrés Dibán (RD), Guillermo Aravena (Independiente) y el exconcejal Rodrigo González (Independiente).
Finalmente fue elegido alcalde con un estrecho 34,16% y una diferencia de apenas 627 votos, derrotó al entonces alcalde Julio Palestro Velásquez, poniendo fin a 12 años de su mandato y siendo además el segundo alcalde de derecha desde el retorno a la democracia.

## Actividades complementarias
Fue dirigente en la Asociación de Funcionarios de la Salud Primaria de San Miguel.
Además ha sido dirigente deportivo al presidir el Club de Hockey León Prado, que lo llevaría además a ser Vicepresidente de la Federación Chilena de Hockey y Patinaje, siendo parte de la organización del primer Mundial Juvenil de Hockey realizado en la ciudad de Viña del Mar.

## Historial electoral

### Elecciones municipales de 2008
- Elecciones municipales de 2008, para el concejo municipal de San Miguel[1]

(Se consideran solamente a los candidatos con sobre el 3% de votos y candidatos electos como concejales de un total de 27 candidatos)
| Candidato                   | Pacto                    | Partido | Votos | %     | Resultado |
| --------------------------- | ------------------------ | ------- | ----- | ----- | --------- |
| Francia Palestro Contreras  | Concertación Democrática | PS      | 5628  | 13,91 | Concejala |
| Rodrigo Barrientos Nunes    | Alianza                  | RN      | 4907  | 12,13 | Concejal  |
| Rodrigo González Cerón      | Alianza                  | UDI     | 4387  | 10,84 | Concejal  |
| Luis Sanhueza Bravo         | Alianza                  | RN      | 2838  | 7,01  | Concejal  |
| Patricia Núñez Mañan        | Concertación Democrática | PDC     | 2814  | 6,96  |           |
| Carlos García Ponce         | Concertación Democrática | PS      | 1957  | 4,84  | Concejal  |
| Erika Martínez Osorio       | Juntos Podemos Más       | PC      | 1922  | 4,75  |           |
| María Cristina Teixido Oliú | Alianza                  | UDI     | 1897  | 4,69  |           |
| Viviana Matus Rodríguez     | Alianza                  | UDI     | 1850  | 4,57  |           |
| Adolfo Nef Sanhueza         | Concertación Progresista | ILF     | 1761  | 4,35  | Concejal  |
| Gloria Arancibia Farías     | Concertación Progresista | PPD     | 1281  | 3,17  |           |
| Ernesto Balcazar Gamboa     | Concertación Democrática | PS      | 1219  | 3,01  |           |

### Elecciones municipales de 2012
- Elecciones municipales de 2012, para el concejo municipal de San Miguel[2]

(Se consideran solamente a los candidatos con sobre el 2% de votos y candidatos electos como concejales de un total de 39 candidatos)
| Candidato                  | Pacto                    | Partido | Votos | %     | Resultado                            |
| -------------------------- | ------------------------ | ------- | ----- | ----- | ------------------------------------ |
| Francia Palestro Contreras | Concertación Democrática | PS      | 6458  | 20,20 | Concejala                            |
| Luis Sanhueza Bravo        | Coalición                | RN      | 2557  | 7,99  | Concejal                             |
| Erika Martínez Osorio      | Por un Chile justo       | PC      | 2069  | 6,47  | Concejala                            |
| Carolina Onofri Salinas    | Coalición                | RN      | 1907  | 5,96  | Concejala                            |
| David Navarro Carachi      | Por un Chile justo       | PRSD    | 1589  | 4,97  | Concejal                             |
| Adolfo Nef Sanhueza        | Por un Chile justo       | PRSD    | 1413  | 4,41  |                                      |
| Felipe Von Unger Valdés    | Coalición                | UDI     | 1335  | 4,17  | Concejal (Renuncia)                  |
| Rodrigo Iturra Becerra     | Concertación Democrática | PDC     | 1263  | 3,95  | Concejal                             |
| Emilio Kúsar Gómez         | Por un Chile justo       | PC      | 1215  | 3,80  |                                      |
| Cristóbal Saavedra Alarcón | Coalición                | RN      | 1205  | 3,76  |                                      |
| Vidiana Aguirre Molina     | Coalición                | UDI     | 922   | 2,88  | Concejala (Reemplaza a F. Von Unger) |
| Norma Cabezas Torres       | Concertación Democrática | PDC     | 836   | 2,61  |                                      |
| Betzabé Moya Cabello       | Por un Chile justo       | PC      | 825   | 2,58  |                                      |
| Matías Freire Vallejos     | Más Humanos              | PH      | 782   | 2,44  |                                      |
| Maximiliano Mellado Silva  | Coalición                | RN      | 780   | 2,43  |                                      |
| Ernesto Balcazar Gamboa    | Concertación Democrática | PS      | 765   | 2,39  | Concejal                             |
| Juan Carlos González Más   | Coalición                | UDI     | 673   | 2,10  |                                      |

### Primarias municipales de Chile Vamos de 2016
| Candidato            | Partido                       | Votos | %      | Resultado |
| -------------------- | ----------------------------- | ----- | ------ | --------- |
| Eduardo Ramírez Cruz | Unión Demócrata Independiente | 578   | 29,31% |           |
| Luis Sanhueza Bravo  | Renovación Nacional           | 1394  | 70,69% | Nominado  |

### Elecciones municipales de 2016
- Elecciones municipales de 2016, para la alcaldía de San Miguel[3]

| Candidato                 | Pacto                           | Partido | Votos | %      | Resultado |
| ------------------------- | ------------------------------- | ------- | ----- | ------ | --------- |
| Luis Sanhueza Bravo       | Chile Vamos                     | RN      | 8780  | 34,16% | Alcalde   |
| Julio Palestro Velásquez  | Nueva Mayoría                   | PS      | 8153  | 31,72% |           |
| Andrés Dibán Dinamarca    | Cambiemos la Historia           | RD      | 4963  | 19,31% |           |
| Rodrigo González Cerón    | Independientes (Fuera de pacto) | IND     | 3049  | 11,86% |           |
| Guillermo Aravena Mondaca | Justicia y Transparencia        | ILR     | 759   | 2,95%  |           |

### Elecciones municipales de 2021
- Elecciones municipales de 2021 para la alcaldía de San Miguel

| Candidato                  | Pacto                 | Partido | Votos  | %     | Resultado |
| -------------------------- | --------------------- | ------- | ------ | ----- | --------- |
| Érika Martínez Osorio      | Frente Amplio         | Ind.    | 11.766 | 25,48 | Alcaldesa |
| Matías Freire Vallejos     | Independiente         | Ind.    | 10.127 | 21,93 |           |
| Luis Sanhueza Bravo        | Chile Vamos           | RN      | 9.304  | 20,15 |           |
| David Navarro Carachi      | Unidad por el Apruebo | PR      | 6.194  | 13,41 |           |
| Danilo Panes Álvarez       | Independiente         | Ind.    | 4.518  | 9,78  |           |
| Cristian Arévalo Ruz       | Independiente         | Ind.    | 1.749  | 3,79  |           |
| Leonel Jaramillo Coumerme  | Dignidad Ahora        | PH      | 1.419  | 3,07  |           |
| Francisco Herrera Riquelme | Independiente         | Ind.    | 1.097  | 2,38  |           |